# Alexandru Movilă
Alexandru Movilă war vom 22. November 1615 bis zum 2. August 1616 Fürst der Moldau.

## Leben und Wirken
Movilă war der zweite Sohn des Ieremia Movilă und der Elisabeta, Tochter des Bojaren Gheorghe Izlozeanu. Mit polnischer Hilfe gelangte er auf den Thron. Federführend war dabei seine Mutter, die dasselbe schon mit dem älteren Bruder Constantin Movilă gemacht hatte. Der regierende Fürst Ștefan IX. Tomșa floh darauf in die Walachei, um mit bewaffneter Hilfe seitens des dortigen Fürsten Radu Mihnea zurückzukehren. Dieser konnte zwar den Thron nicht zurückerobern, brannte dafür die Hauptstadt Iași nieder.
Nachdem die Beziehungen zwischen den Türken und Polen sich spürbar verschlechtert hatten, beschloss die osmanische Führung gemeinsam mit den Tataren, Radu Mihnea auf den Thron in Iași zu bringen. Nach der Niederlage bei Drăcșani am 3. August 1616 ergriffen die Osmanen Alexandru und seine Mutter Elisabeta sowie Alexandrus Bruder Bogdan und brachten sie nach Konstantinopel. Obwohl sie eine fromme Christin war, wurde Elisabeta samt ihren Söhnen gezwungen, zum Islam zu konvertieren, um so ihr Leben und das Wohl ihrer Kinder zu retten. Danach gelangte sie in den Harem eines Aga, wo sie nach 1620 ums Leben kam. Vor dem Verlassen ihres Landes schnitt sich Elisabeta ihr Haar ab und sandte es an das Kloster Sucevița, das von ihrem Gatten wiederaufgebaut worden war.